# Solon (Maine)
Solon es un pueblo ubicado en el condado de Somerset en el estado estadounidense de Maine. En el Censo de 2010 tenía una población de 1.053 habitantes y una densidad poblacional de 9,98 personas por km².

## Geografía
Solon se encuentra ubicado en las coordenadas 44°56′22″N 69°48′27″O / 44.93944, -69.80750. Según la Oficina del Censo de los Estados Unidos, Solon tiene una superficie total de 105.52 km², de la cual 102.69 km² corresponden a tierra firme y (2.68%) 2.83 km² es agua.

## Demografía
Según el censo de 2010, había 1.053 personas residiendo en Solon. La densidad de población era de 9,98 hab./km². De los 1.053 habitantes, Solon estaba compuesto por el 97.91% blancos, el 0.19% eran afroamericanos, el 0.38% eran amerindios, el 0.09% eran asiáticos, el 0% eran isleños del Pacífico, el 0% eran de otras razas y el 1.42% pertenecían a dos o más razas. Del total de la población el 0.38% eran hispanos o latinos de cualquier raza.